# 洪寬
洪寬（15世紀—15世紀），字有約，南直隸徽州府歙縣人，明朝政治人物。

## 生平
洪寬是景泰元年（1450年）庚午科應天鄉試舉人，授桂陽州知州，因僚人剽掠地方，他上遷州治到古府舊基，人民賴以安寧，成化八年（1472年）調鄭州知州，遇上親王就藩，需疏通漕河，設立會府，役夫浩繁，他上疏州狹民貧，請求免去一半差役，饑荒時又奏請免稅三分，派發陳麥與官粟救濟災民，同時提出古崤關為險塞不應撤除。

## 家族
子洪遠，成化十四年進士。

## 引用
1. 1 2  民國《歙縣志·卷六·人物志》：洪寬，字有約，登鄉舉，授桂陽知州，時洞獠剽掠，寬請復遷州治於古府舊基，民賴以寧，後知鄭州，值州創藩封，濬漕河，立會府，役夫浩繁，寬極言州狹民貧，免其半，歲大祲，奏免稅三分，復請發陳麥萬石，與官粟兼濟，時議革汜水古崤關，寬謂崤即虎牢險塞，以備不虞，不可革，乃止。
2. ↑  民國《歙縣志·卷四·選舉志》：科目……明……景泰元年庚午鄉試……洪寬 見宦蹟